# Tobira no mukō
Tobira no mukō (扉のむこう? lett. "Oltre la porta", conosciuto in Occidente con il titolo Left Handed) è un film del 2008 diretto da Laurence Thrush.
Si tratta della prima esperienza del regista e sceneggiatore britannico.

## Trama
Hiroshi Okada è un adolescente giapponese che a causa di un non ben chiaro evento decide di abbandonare la scuola e di rinchiudersi nella sua stanza per due anni, diventando uno hikikomori. I genitori del ragazzo prendono inizialmente alla leggera il malessere del figlio, soprattutto il padre, che a causa degli impegni lavorativi non riesce a essere presente in casa per controllare la situazione. Anche la madre, convinta dal marito a non forzare più di tanto il figlio a uscire dalla propria stanza, e a non chiedere aiuto (in quanto egli considera umiliante per l'intera famiglia la situazione del figlio) desiste nei tentativi di capire i sentimenti del figlio. Solo successivamente, dopo essersi separata dal marito, ella decide di chiedere aiuto a degli specialisti, i quali iniziano a erogare le prime cure al ragazzo, grazie soprattutto all'aiuto di Sadatsugu Kudo che cerca di entrare lentamente in contatto con Hiroshi.